# Miss Hongrie
 (décembre 2023).
Si vous disposez d'ouvrages ou d'articles de référence ou si vous connaissez des sites web de qualité traitant du thème abordé ici, merci de compléter l'article en donnant les références utiles à sa vérifiabilité et en les liant à la section « Notes et références ».

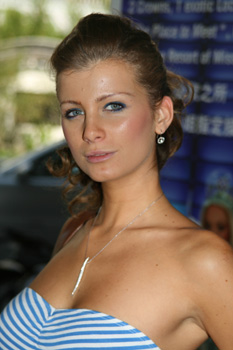
Krisztina Bodri, Miss Monde Hongrie 2007.

Miss Hongrie est un concours de beauté national en Hongrie. Ce concours n'est pas le seul concours de beauté national hongrois. Pour chacun d'entre eux, la gagnante est inscrite à un concours international, quant aux autres concours, la lauréate est tirée au sort parmi les différentes gagnantes.
- Miss Hongrie
- Miss Monde Hongrie participe à Miss Monde
- Miss Univers Hongrie participe à Miss Univers
- Miss Tourism World Hungary participe à Miss Touriste Monde
- Miss Bikini World Hungary participe à Miss Bikini Monde
- Miss Balaton participe à Reine du monde
- Belle du bal d'Anna

## Histoire
En 1929 se déroule le premier concours Miss Hongrie. La gagnante Elzbieta « Böske » Simon participe au concours Miss Europe et gagne le titre. En 1936, Zsa Zsa Gabor est élue Miss Hongrie mais elle n'est pas assez âgée pour participer à Miss Europe. Elle deviendra célèbre par la suite en tant qu'actrice à Hollywood.
Durant toute la période communiste, de 1938 à 1984, le concours est interrompu. En 1985, le concours reprend avec plus de 2000 participantes. Csilla Molnár, âgée de 16 ans, gagne. Elle participe au concours « Miss Europe non officiel » et termine 2e Dauphine. Elle se suicide un an plus tard, à l'été 1986. Ce suicide marque le pays et les 3 concours suivants sont annulés.
À partir de 1989, le concours reprend et la lauréate participe à Miss Monde.
En 1996 et 1997, le concours n'a pas lieu, c'est la gagnante de Miss Monde Hongrie, instauré par M Adam Fasy, qui représente la Hongrie à Miss Monde. Lorsque Miss Hongrie reprend, en 1998, ce privilège n'est pas récupéré.
En parallèle, M Adam Fasy instaure en 1992 le concours Miss Univers Hongrie pour participer à Miss Univers.
La compagnie Magyarorszag Szepe Kft. (Beauty of Hungary Ltd.) rachète Miss Monde Hongrie en 2006 puis Miss Univers Hongrie en 2007.

## Miss Hongrie
| Année        | Miss Hongrie                             | participe à                           | Résultat    |
| ------------ | ---------------------------------------- | ------------------------------------- | ----------- |
| 2007         | Katalin Koller                           | -                                     | -           |
| 2006         | Kitti Szabo                              | Miss Tourism Queen International 2007 | -           |
| 2005         | Noemi Olah                               | -                                     | -           |
| 2004         | Nora Nagy                                | -                                     | -           |
| 2003         | Edina Balogh                             | -                                     | -           |
| 2002         | Szilvia Toth                             | Miss Terre 2002                       | -           |
| 2001         | Szabina Stedra                           | -                                     | -           |
| 2000         | Melinda Erdelyi                          | -                                     | -           |
| 1999         | Jazmin Dammak                            | Reine du monde 2002                   | -           |
| 1998         | Leila Sas                                | -                                     | -           |
| 1997         | pas de concours                          | -                                     | -           |
| 1996         | Adrienn Honich                           |                                       | -           |
| 1995         | Ildiko Veinbergen                        | Miss Monde 1995                       | -           |
| 1994         | Timea Farkas                             | Miss Monde 1994                       | -           |
| 1993         | pas de concours                          | -                                     | -           |
| 1992         | Bernadett Papp                           | Miss Monde 1992                       | -           |
| 1991         | Antonia Balint (détronée) Orsolya Michna | Miss Monde 1991                       | -           |
| 1990         | Kinga Czuczor                            | Miss World 1990                       | -           |
| 1989         | Magdolna Gerloczy                        | Miss World 1989                       | -           |
| 1988-1986    | pas de concours                          | -                                     | -           |
| 1985         | Csilla Molnár                            | Miss Europe Non officiel              | 2e Dauphine |
| 1940s - 1984 | pas de concours                          | -                                     | -           |
| 1937         | ?                                        | ?                                     | ?           |
| 1936         | Sari Gábor (Zsa Zsa Gabor)               | -                                     | -           |
| 1935         | Maria Nagy                               | -                                     | -           |
| 1934         | ?                                        | -                                     | -           |
| 1933         | ?                                        | -                                     | -           |
| 1932         | Ica Lampel                               | -                                     | -           |
| 1931         | Maria Tasnady-Fekete                     | -                                     | -           |
| 1930         | Maria Papst                              | ?                                     | ?           |
| 1929         | Elzbieta « Böske » Simon                 | Miss Europe 1929                      | Gagnante    |

## Miss Monde Hongrie
- 1996 - Andrea Deak
- 1997 - Beata Petes
- 1998 - Eva Horvath
- 1999 - Erika Dankai
- 2000 - Judit Kuchta
- 2001 - Zsoka Kapocs
- 2002 - Renata Rozs
- 2003 - Eszter Toth
- 2004 - Veronika Orban
- 2005 - Tunde Semmi-Kis
- 2006 - Renata Toth
- 2007 - Krisztina Bodri

## Miss Univers Hongrie
| Année | Miss Univers Hongrie | Classement      | Prix spécial    |                 |
| 1992  | Dóra Patkó           |                 |                 |                 |
| 1993  | Zsanna Pardy         |                 |                 |                 |
| 1994  | Szilvia Fórián       |                 |                 |                 |
| 1995  | Andrea Harsányi      |                 |                 |                 |
| 1996  | Andrea Deák          |                 |                 |                 |
| 1997  | Ildikó Kekan         |                 |                 |                 |
| 1998  | Ágnes Nagy           |                 |                 |                 |
| 1999  | Anett Garami         |                 |                 |                 |
| 2000  | Izabella Kiss        |                 |                 |                 |
| 2001  | Ágnes Helbert        |                 |                 |                 |
| 2002  | Edit Friedl          |                 |                 |                 |
| 2003  | Viktória Tomozi      |                 |                 |                 |
| 2004  | Blanka Bakos         |                 |                 |                 |
| 2005  | Szandra Proksa       |                 |                 |                 |
| 2006  | Adrienn Bende        | Top 20          |                 |                 |
| 2007  | Ildikó Bóna          |                 |                 |                 |
| 2008  | Jázmin Dammak        | Top 15          |                 |                 |
| 2009  | Zsuzsa Budai         |                 |                 |                 |
| 2010  | Tímea Babinyecz      |                 |                 |                 |
| 2011  | Betta Lipcsei        |                 |                 |                 |
| 2012  | Ágnes Konkoly        | Top 10          |                 |                 |
| 2013  | Rebeka Kárpáti       |                 |                 |                 |
| 2014  | Henrietta Kelemen    |                 |                 |                 |
| 2015  | Nikoletta Nagy       |                 |                 |                 |
| 2016  | Veronika Bodizs      |                 |                 |                 |
| 2017  | pas de concours      | pas de concours | pas de concours | pas de concours |
| 2018  | Enikő Kecskès        | Top 20          |                 |                 |
| 2021  | Jázmin Viktória      |                 |                 |                 |
| 2023  | Tünde Blága          |                 |                 |                 |
| 2024  | Nóra Kenéz           |                 |                 |                 |

### Statistique
| Participation | 25 |
| Gagnante      | 0  |
| Top 5         | 0  |
| Finaliste     | 4  |
| Prix spécial  | 0  |

## Autres concours

### Miss Balaton
Le nom officiel de ce concours est Gillette Venus Miss Balaton.
Ce concours a lieu au bord du lac Balaton en Europe centrale depuis 1999. En dépit du caractère touristique du concours, la gagnante participe au tirage au sort pour représenter le pays à des concours internationaux mineurs. La marque est rachetée en 2007 par Edina Bodogh.
- 2007 - Dr. Eszter Finta
- 2006 - Linda Zimany - 1re Dauphine à Miss Reine du monde 2006
- 2005 - Adrienn Gombosi
- 2004 - Eszter Jonas
- 2003 - Orsolya Sandor
- 2002 - Andrea Lengyel
- 2001 - Gloria Kozma
- 2000 - Szilvia Magony
- 1999 - Reka Jandzso

### Miss Touriste Monde Hongrie
Depuis 2004, ce concours marginal envoie des représentantes Hongroises au concours Miss Touriste Monde.
- 2007 - Viktoria Kriston
- 2006 - Szilvia Magony
- 2005 - pas de concours
- 2004 - Judit Bokor

### Miss Bikini Monde Hongrie
Ce concours n'a eu lieu qu'une fois en 2006 en Hongrie, et la gagnante Anita Horvath a été sacrée Miss Bikini Monde dans la foulée.

### La belle dubal d'Anna
Ce concours est le plus ancien et le plus connu en Hongrie, mais n'est pas un concours national. En effet, il n'est ouvert qu'aux invités payants du bal. C'est le seul concours qui n'ait pas été interrompu durant l'ère communiste. Il est organisé le samedi de juillet le plus proche de la sainte Anne.
Le 26 juillet 1825, Fulop Janos Szentgyorgyi-Horvath organise à Balatonfüred, ville au bord du lac Balaton, un bal pour sa fille Anna-Krisztina. Au cours de cet soirée, elle rencontre pour la première fois son mari, Ernő Kiss. Celui-ci deviendra par la suite un des treize martyrs d'Arad, exécuté en 1849 en tant que leader de la révolution et la guerre d'indépendance contre l'Empire austro-hongrois.
Au cours du siècle suivant, ce bal est perpétué et devient d'année en année plus important, attirant des artistes et des politiciens, dont Mihály Vörösmarty, Mór Jókai ou Lujza Blaha. À partir de la Première Guerre mondiale, il perd de son importance mais se poursuit néanmoins jusqu'à la fin de la Seconde Guerre mondiale. Le parti communiste tente alors d'interdire ce bal aristocratique, avec succès jusqu'en 1954.
En 1954, le bal reprend avec une nouveauté : au cours du bal, le titre de Belle du bal d'Anna est décerné à la plus belle fille de la soirée. La gagnante et les deux premières dauphines gagnent des vases en porcelaine et un tour de la ville assises sur un trône.
- 2007 - Anna Katinka Toth
- 2006 - Anna Apro
- 2005 - Szilvia Harmat
- 2004 - Eszter Toth
- 2003 - Martina Horvath
- 2002 - ?
- 2001 - ?
- 2000 - Szilvia Magony
- 1999 - Izabella Bolyky
- 1998 - Brigitta Horvath
- 1997 - Valeria Gergely
- de 1970 à 1996 - ?
- 1969 - Nett Lantos
- de 1962 à 1968 - ?
- 1961 - Marta Mamusich
- Avant 1960 - ?